# Chhoekhor
Chhoekhor – gewog w północnym Bhutanie, jeden z czterech w dystrykcie Bumtʽang. Zajmuje powierzchnię 1649 km². W 2017 roku był zamieszkany przez 3947 osoby. Gęstość zaludnienia wynosiła 2,4 os./km². Dzieli się na 5 chiwogów, które są trzeciorzędnymi jednostkami podziału administracyjnego Bhutanu i pełnią funkcję obwodów wyborczych: Nangisphel Zangling Zhabjethang, Dhur Lusibee, Kharsa Thangbi, Dawathang Dorjibi Kashingtsawa, Pedtsheling Tamzhing.

## Położenie
Jednostka położona jest w północnej części dystryktu. Jest największą powierzchniowo w dystrykcie. Jej północna granica jest jednocześnie granicą Bhutanu z Chinami. Zachodnia granica jest granicą dystryktu Bumtʽang z dystryktami Wangdü Pʽodrang i Trongsa; wschodnia z dystryktem Lhünce. Sąsiaduje z sześcioma gewogami:
- Kurtoe  i Tang na wschodzie,
- Nubi i Sephu na wschodzie,
- Ura i Chhumey na południu.

## Demografia
Według bhutańskiego National Statistics Bureau struktura płciowa w 2005 kształtowała się następująco: 55,1% ludności stanowili mężczyźni, a – 46,9% kobiety. Mieszkańcy gewogu reprezentowali 28,3% całkowitej populacji dystryktu.